# Estación de San Lorenzo de Mongay
San Lorenzo de Mongay (en catalán Sant Llorenç de Montgai) es un apeadero ferroviario situado en el municipio español de Camarasa Fontllonga, en la provincia de Lérida, comunidad autónoma de Cataluña. Dispone de servicios de Cercanías, atendidos por FGC.

## Situación ferroviaria
Se encuentra ubicada en el punto kilométrico 35,848 de la línea férrea de ancho ibérico que une Lérida con Puebla de Segur a 301 metros de altitud, entre las estaciones de Gerp y Villanueva de la Sal. El tramo es de vía única y está sin electrificar.

Recorrido de la línea Lérida-Puebla de Segur en Cataluña

## Historia
Según el Plan Guadalhorce de 1926, San Lorenzo de Mongay se proyectó como la estación n.º 095 de la línea de FC de Baeza a Saint Girons por Utiel, Teruel y Alcañiz, sita en el kilómetro 35,610 de la 5.ª Sección de Lérida a Puebla de Segur. La Dirección General de Ferrocarriles y Tranvías señaló el día 12 de noviembre de 1927, para la adjudicación en pública subasta de las obras de los edificios para la estación de San Lorenzo de Mongay, cuyo presupuesto de contrata era de 187.099,42 pts. Esta obra se adjudicó, el 6 de diciembre de 1927, a D. José Portella Soldevilla, vecino de Balaguer, único proponente, por 161.906,36 pesetas, rebajando el presupuesto de contrata.
En 1941, con la nacionalización de la red viaria, la línea pasó a ser gestionada por RENFE.  
Tras diversos retrasos y el parón producido por la Guerra Civil, el proyecto de unir España y Francia con esta línea quedó inconcluso y solo se pudo completar la actual línea entre Lérida y Puebla de Segur en 1951, de tal suerte que la estación de Balaguer fue terminal de la misma entre 1924 y 1949, año en que se pudo prolongar la línea hasta Cellers-Llimiana.
En 1943 entre Balaguer y San Lorenzo de Mongay, cuyo trayecto es de 10 km, la vía estaba completamente acabada, incluso las estaciones, a la espera de ser entregada su explotación, a la espera de reconstruir el puente sobre el Segre que había sido volado durante la Guerra Civil, lo que ocurrió en 1946.
Finalmente, el tramo de 35,641 km entre Balaguer y Cellers-Llimiana, al cual pertenece la estación, fue abierto al tráfico ferroviario el 21 de julio de 1949.
Las obras del resto de la gran línea fueron abandonadas en 1964 cuando se había completado el 78% de la infraestructura que arrancaría de la estación de Linares-Baeza. Un informe del Banco Mundial en 1962 desaconsejó la reanudación de las obras y el proyecto fue definitivamente descartado.
El 1 de enero de 1985 estuvo previsto el cierre de la línea y sólo un acuerdo con la administración autonómica de Cataluña, la salvó de su cierre.
El 1 de enero de 2005, la Generalidad de Cataluña obtuvo la propiedad de la línea y su explotación mediante su operadora ferroviaria FGC. Renfe Operadora aún permaneció explotando la línea de forma compartida hasta 2016, en que lo hizo solamente FGC.

## La estación
Se sitúa al oeste del núcleo urbano de San Lorenzo de Mongay, con vistas al pantano de las aguas del río Segre. Dista unos 800 m del núcleo urbano, al cual se accede por la carretera  LV-9049 .
De hecho, es la última estación del valle del río Segre, ya que en dirección a Puebla de Segur, la línea atraviesa un túnel que la lleva al curso del río Noguera Pallaresa. La estación originalmente se denominaba San Lorenzo-Camarasa y tenía tres vías, la general, una desviada a la derecha y una vía en topera a la izquierda conectada por el costado de Lérida. Había un andén a la izquierda de la vía general, con el edificio de viajeros de dos plantas abuhardillado, con cuatro vanos por costado y planta. La vía muerta daba servicio a un muelle de mercancías cubierto. En 2001 se desmanteló la vía derivada y la muerta y se derribó el edificio del muelle de mercancías, conservando tapiado el edificio de viajeros. El 18 de julio de 2005 comenzaron los trabajos de renovación de la vía. En principio la duración de estos trabajos se iba a prolongar hasta finales de 2005, pero se prolongaron hasta abril de 2006, tiempo durante el cual estuvo cortado el tráfico ferroviario. En 2006 se recuperó temporalmente la vía muerta como apartadero durante la renovación de la línea entre Balaguer y Puebla de Segur, siendo desmantelada a la finalización de los trabajos. Nuevamente en 2017, por obras de renovación de los túneles de la línea, se instalaron tres vías muertas conectadas en sentido Lérida para poder estacionar las composiciones de trenes de obras.
Actualmente dispone de una sola vía y andén a la izquierda, sentido Puebla de Segur. El andén dispone de la marquesina-refugio habitual con bancos para aguardar la espera del tren. Tiene iluminación con farolas tipo led y un punto de información unificado dotado de interfono que lo conecta con el centro de control de la línea. Desde 2018 los trenes efectúan parada facultativa, que se solicita pulsando el botón correspondiente del punto de información o el del tren.

## Servicios ferroviarios
Los trenes con los que opera Ferrocarriles de la Generalidad de Cataluña enlazan la estación principalmente con Lérida, Balaguer y Puebla de Segur. Al tratarse de una parada facultativa, desde enero de 2018, los trenes no paran en esta estación a menos que los usuarios del tren lo soliciten con antelación.
El servicio se presta con unidades de la Serie 331 de FGC, fabricados por Stadler Rail en Zúrich, siendo probadas en las instalaciones del Plá de la Vilanoveta. Entraron en servicio el 17 de febrero de 2016, mediante la unidad 333.01 en su primer servicio entre Lérida y Puebla de Segur, sustituyendo a los antiguos TRD de la serie 592 de Renfe.
| origen/destino  | anterior/siguiente | Línea | siguiente/anterior   | destino/origen  |
| --------------- | ------------------ | ----- | -------------------- | --------------- |
| Lérida Pirineos | Gerp               |       | Villanueva de la Sal | Puebla de Segur |